# Хавайска нектарка
Хавайската нектарка (Drepanis pacifica) е изчезнал вид птица от семейство Чинкови (Fringillidae).

## Разпространение
Видът е бил ендемичен за Хаваите. Той изчезва поради загуба на местообитания и храна, както и на внесени хищници, като мангуста.